# Lijst van afleveringen van Kunt u mij de weg naar Hamelen vertellen, mijnheer?
Dit is een lijst van afleveringen van de televisieserie Kunt u mij de weg naar Hamelen vertellen, mijnheer?
De televisieserie werd uitgezonden in vijf seizoenen. De afleveringen werden onregelmatig uitgezonden en hadden ook een ongelijke lengte. In de seizoenen 1 t/m 3 en seizoen 5 was er elke maand één aflevering, terwijl in seizoen 4 de afleveringen wekelijks te zien waren.
Over het algemeen waren de afleveringen tussen de veertig en de vijftig minuten lang, alleen in seizoen vier duurden ze ongeveer een half uur.

## Afleveringen

### Seizoen 1
De afleveringen van het eerste seizoen bestaan niet meer. 
Voorafgaand aan het tweede seizoen werd er op 30 september 1972 een samenvatting uitgezonden; deze samenvatting bestaat wel nog. 
| Nr. | Titel                 | Liedjes | Uitzenddatum     |  |
| --- | --------------------- | --- | ---------------- |  |
| 1 | De Berg               | 1. Hamelen-tune 2. Meester Spicht 3. Ik walg van burgemeester Walg 4. Kunt u mij de weg naar Hamelen vertellen, meneer? | 22 januari 1972  |  |
| De stad Hamelen heeft veel last van ratten. Niemand kan ze verjagen, totdat een vreemde figuur zich meldt bij burgemeester Walg op het gemeentehuis van Hamelen. De zonderling zegt dat hij de ratten wel kan verjagen als hij als beloning een pot goud krijgt. De zogenaamde 'rattenvanger' blaast de ratten met zijn toverfluit weg. Hamelen is dolblij, behalve de burgemeester en zijn gemeenteraad. Zij kunnen de pot goud wel voor iets anders gebruiken. Meester Spicht praat op de burgemeester in, om zodoende de rattenvanger maar een derde van het beloofde goud te geven. Zij vinden 35 dukaten genoeg. Maar de rattenvanger neemt er geen genoegen mee en loopt boos weg. Uit wraak blaast hij de volgende nacht alle kinderen de stad uit. En vier volwassenen: burgemeestersdochter Lidwientje Walg, lakenhandelaarszoon Bertram Bierenbroodspot, stadsomroeper Hildebrandt Brom en poortwachter Aernout Koffij. Ze gaan de berg Kei in. De rattenvanger verdwijnt en de Hamelaars staan er alleen voor. Maar dan horen ze gekrijs vanuit een kooi: het is Gruizel Gruis van de Dwergmijn bij het Elfenbochtje. Hij zit in de kooi omdat de heks Sigurda Slik zijn baard wil hebben, maar Truuk de tovenaar heeft hem in de kooi gestopt, omdat Gruizel de kip van Truuk vieze woorden heeft geleerd. Ze vragen Gruizel of hij hen, als ze hem vrij laten, kan helpen. Welke van de drie deuren moeten ze hebben: de middelste deur die rechts ligt, de rechterdeur die in het midden ligt of de linkerdeur die rechts ligt? Gruizel blijft onzin roepen en Aernout maakt de deur open, in de hoop dat er wat zinnigs uit komt, maar hij krijgt een schop tegen zijn schenen en Gruizel verdwijnt. Hij neemt de deur rechts, die in het midden ligt. |                       | |                  |  |
| 2 | Het Land Snak         | 5. Het vliegend vloerkleed Kamerbreed 6. Hé, ho, achter mij aan!                                                        | 19 februari 1972 |  |
| Alle Hamelaars volgen Gruizels voorbeeld en nemen dezelfde deur. En zo belanden ze in het land van Snak. Een uiterst smerig land, omdat iedereen aan "mooi" doet en aan "cultuur" en, ja, als je je tijd nuttig besteedt, heb je geen tijd voor het huishouden. In het kasteel hangt het "denkraam". Hierdoor kan je horen en zien wat er buiten het paleis gebeurt. Zo ziet de koningin van Snak de Hamelaars en ze vindt ze zo grappig dat ze ze wil zien en spreken. Maar de minister van Snak, Modderijn (hij wil op een goede dag koning van Snak zijn), is niet gesteld op vreemdelingen. Misschien brengen zij de koningin op nieuwe ideeën. Het volk zou dat wel bevallen... Maar daar weet de koningin niets van. Zij hoort alles van het volk direct van minister Modderijn zelf. De koningin vindt de manier van rekenen van de Hamelaars erg grappig: rekenen met getallen boven de zeven. Maar minister Modderijn vindt het allemaal niets en vindt dat de Hamelaars maar gauw weg moeten. Hij zorgt dat de koningin ze weg stuurt als Ambassadeurs van Snak, om het Telraam van Truuk de Tovenaar van het Wad Blief te gaan halen. Ze krijgen het vliegend vloerkleed Kamerbreed mee. |                       | |                  |  |
| 3 | Het Telraam van Truuk | 7. Ik gaf mijn lief klein Madelein 8. Maar een tovenaar...                                                              | 18 maart 1972    |  |
| Tovenaar Truuk heeft een kristallen bol en ziet daarmee vloerkleed Kamerbreed met alle kinderen erop vliegend over het Wad aankomen. En omdat hij bang is dat ze eraf vallen, besluit hij zijn toverkunsten erop los te laten. Hoewel hij een vakman is, is hij wel erg zenuwachtig en verstrooid. Er gebeurt van alles: eerst komen ze in een onweer terecht, daarna vliegen ze ondersteboven en ten slotte lukt het wel. Kamerbreed is leeg en iedereen is naar beneden getoverd. Alleen, Truuk heeft zich 1,5 meter vergist: alle Hamelaars zitten ín de grond. Hulp komt van elf Wortelgroen, die op weg is naar Truuk de Tovenaar met de verdwijnhoed van Pipijn de elfenkoning. Pipijn vond dat hij er de laatste tijd niet meer zo goed mee verdween. Zodra ze er allemaal zijn, vragen ze of ze het Telraam mogen meenemen, maar Truuk vindt dat onzin. Eerst moet Modderijn maar weg, dan komt het rekenen vanzelf wel. Prins Tor van Sombrië is op het moment in de leer bij tovenaar Truuk, maar hij droomt van prinses Madelein, alhoewel zij de hoofdprijs is van de aankomende Prinsentoto. Een grote groep prinsen met diploma R (redden van arme prinsesjes, arme mensen, arme kabouters) doet moeilijke opdrachten en wie wint, mag met prinses Madelein trouwen. De tweede prijs is een draak (haar zus), volgens Tor. Tor mag niet meedoen, hij heeft geen diploma R meer. Dat is hem afgenomen door tovenaar Truuk. Truuk probeert wel of hij de Hamelaars terug kan brengen naar Hamelen, maar heeft geen succes. Wel verandert Hildebrandt in een vogel, omdat hij een spreuk hardop voorleest. Elf Wortelgroen heeft Lidwientje en Tor afgeluisterd en omdat hij een lui leventje wel ziet zitten, wil hij de Prinsentoto winnen. Hij probeert de verdwijnhoed van Pipijn te stelen en nog meer om zo aan de Prinsentoto mee te doen, maar dat mislukt. Ze worden naar Sigurda Slik gestuurd, een gediplomeerd heks op de Biesheuvel, om Hildebrandt weer normaal te krijgen. Misschien weet zij ook de weg naar Hamelen?... Want zij heeft diploma C (gekleed toveren). |                       | |                  |  |
| 4 | De Prinsentoto        | 9. Rambam de rimboe in 10. Ik ben Gruis (I) 11. De prins van Doedel aan de Vlier 12. Op een gele bezem in de zon        | 15 april 1972    |  |
| Aangekomen bij het huisje op de Biesheuvel, zien de Hamelaars helemaal niemand. Wel vinden ze prins Olaf van Witfranje buiten bij de vijver. Deze denkt echter dat hij een kikker is. Terwijl de rest op zoek gaat naar heks Slik, blijft Lidwientje achter in het huisje met prins Olaf. Maar ze krijgt ineens bezoek van Gruizel Gruis, die prins Olaf lekkere vliegjes komt voeren. Lidwientje vangt Gruizel en schreeuwt om hulp, maar Bertram is in het bos en heeft een lakei ontmoet: ambtenaar Ogterop Eén (de man heeft rood haar en draagt een bont kostuum). Hij is rijksveiligheidsdienaar en moet zorgen dat de Prinsentoto volgende maand keurig verloopt. Tijdens het gesprek blijkt dat er veel ongelukken gebeuren met prinsen die naar de toto willen. Ambtenaar Ogterop verdenkt de boze prins Guurt van Grasp. Hij en Bertram gaan samen naar het huisje van heks Slik, alwaar ze Gruizel ondervragen. Maar Gruizel is niet zo behulpzaam. Hij wil eerst losgemaakt worden, voordat hij iets vertelt en daarna wil hij gewoon weg. "Guurt van Grasp heeft het gedaan en Slik de heks is weg, maar niet echt weg en als het nacht is komt Guurt weer terug en ben je niet vlug, Slik op de rug", zegt Gruizel, vlak voordat hij verdwijnt. Het raadsel is vaag, maar Aernout weet het! Hij is zojuist binnengekomen en krijgt nogmaals een trap tegen zijn schenen als Gruizel hem passeert. Hij heeft heks Slik gevonden, ergens in een guur dal in een kerker. Maar zelfs Aernout, die poortwachter is, krijgt de poort niet open. Volgens Slik weet prins Guurt het wel, maar waar is hij? Gruizel zingt over zichzelf en komt Guurt tegen. Guurt is dus in de buurt en luistert Lidwientje en ambtenaar Ogterop af, net als ze bespreken hoe ze Guurt die avond zullen overmeesteren. Maar door de verdwijnhoed van Pipijn kunnen de plannen veranderd worden en kunnen ze Guurt alsnog overmeesteren, nadat hij het hek heeft geopend. Guurt lijkt die avond wel erg veel op ambtenaar Ogterop. Guurt weet echter te ontsnappen op Kamerbreed. De Hamelaars kunnen niet geholpen worden door heks Slik, dus gaan ze ook naar de Prinsentoto. Ze hebben alleen geen vervoer. Slik geeft hen vliegende bezemstelen om mee te reizen. |                       | |                  |  |
| 5 | Minister Modderijn    | 13. Pipijn is 1002 14. De trol van Roelofarendsveen 15. Kunt u mij de weg naar Hamelen vertellen, meneer? (2)           | 13 mei 1972      |  |
| Voor Aernout en Hildebrandt eindigt de reis snel: zij vliegen tegen de eerst hoge boomtop en maken een noodlanding op de Zeurberg. Hier viert koning Pipijn deze avond zijn vermaandag. Tijdens de noodlanding maken ze de troon en het welkomstkleed stuk en ze worden gearresteerd door lijfelf Lulof, die deze twee gevangenen goed kan gebruiken. Hij heeft namelijk bezoek gekregen van minister Modderijn uit Snak en die wil graag naast koning Pipijn zitten. Dat kan alleen met een speciale reden, dus bedenkt hij een aanslag op koning Pipijn. En schuift de schuld in de schoenen van Hildebrandt en Aernout. Modderijn heeft zogenaamd de daders gevangen. In ruil hiervoor zal Modderijn aan Pipijn de tafel van 6 en misschien die van 7 leren. Gelukkig ontsnappen Hildebrandt en Aernout. De kinderen en Lidwientje en Bertram zijn elders in het bos geland en hebben Xander, de hofdichter van Pipijn, ontmoet. Maar hij weet niet waar de twee vermiste vrienden zijn. Ze gaan verder, maar zodra de Hamelaars weg zijn, wordt Xander overvallen door Guurt. Nu kan Guurt de hofdichter spelen en op die manier dicht bij koning Pipijn zitten. Guurt wil namelijk de maanmantel van Pipijn hebben (deze maakt watervlug en bliksemsnel, handig bij de Prinsentoto). De kinderen komen ook op het feest terecht en worden gezien als gnomen, artiesten. Ze zingen over de trol van Roelofarendsveen. Dan gebeurt er een hoop: Hildebrandt en Aernout komen ook tevoorschijn en zeggen dat Guurt in het bos is; de mantel wordt gestolen tijdens de elfenpoedel, een polonaise. Maar Guurt wordt nog voordat hij kan wegvliegen op Kamerbreed tegengehouden door Aernout, die hem bewusteloos slaat. En zo vertrekken de Hamelaars met Kamerbreed dan eindelijk naar de Prinsentoto in Bambergen. |                       | |                  |  |

### Seizoen 2
Vanaf dit seizoen bestaan er thuisopnames in zwart-wit, gemaakt door Harrie Geelen. De videoband zat op spoelen die niet lang genoeg waren voor de hele aflevering. Halverwege moest gewisseld worden. Daardoor is geen enkele aflevering die met dit systeem werd opgenomen geheel compleet; soms ontbreekt een van de twee helften zelfs geheel. 
Ook van dit seizoen is een samenvatting uitgezonden, op 1 september 1973, maar deze bestaat niet meer.   
| Nr. | Titel                         | Liedjes | Uitzenddatum     |  |
| --- | ----------------------------- | --- | ---------------- |  |
| 6 | Van De Prins Geen Kwaad       | 16. Hemeltje, wat een breed bed 17. Op het hofbal 18. Ik heb geen harp 19. Hé, kom op het balkon                         | 28 oktober 1972  |  |
| Geheel verwonderd over het fenomeen "telefoon" bestelt Ogterop Deux (de broer van Ogterop Eén, deze man heeft zwart haar en draagt een zwarte mantel) nog meer draken. De telefoon blijkt een cadeau geweest te zijn voor prinses Madelein. Zij blijkt vele harten op hol te brengen. Dan ontdekt zij een vloerkleed met kinderen aan het balkon. De kinderen worden ondergebracht bij personeel. De koningin denkt dat zij een cadeau zijn van een of andere prins. Maar de kinderen worden naar bed gebracht waar zij allemaal tegelijkertijd in kunnen liggen (lied: 16). Bertram Bierenbroodspot wordt niet bij het personeel geplaatst, maar wordt tot prins gedoopt. Hildebrandt wordt kok, Lidwientje Walg kamermeisje en Aernout lakei. Barend wordt de page van Hildebrandt. Er arriveert een heel agressieve Prins; Evert van Wolfram. Lidwientje blijkt ook het hart op hol te brengen van prins Koen van Kaan. 's Avonds is er een hofbal (lied: 17), maar de agressieve prins, "een speciale persoonlijkheid" zoals Ogterop hem noemt, komt de boel verstieren. Lidwientje en Hector doorzoeken op dat moment de slaapkamer van deze prins en ontdekken dat de prins met een beertje slaapt. Ogterop vertelt dat volgens de inlichtingen uit Wolfraam de prins altijd erg verlegen en bang is geweest. Barend sluipt ook naar de slaapkamer van de prins en betrapt de prins op het moment dat hij een poeder uit het beertje tot zich neemt. Ze vervangen het poeder door meel en poedersuiker. Ik heb geen harp (lied: 18) wordt gezongen door Prins Roelof van Bontubal. Hildebrandt en Aernout verdienen heel wat bij door voor diverse prinsen de instrumentale begeleiding te verzorgen; deze prins betaalt hen wel 3 dukaten per couplet in het begin. Er komt een eind aan de serenade doordat er een duel begint onder het raam van de prinses. Prins Evert van Wolfram blijkt zonder het poeder toch niet zo moedig te zijn dat hij aan de Prinsentoto durft mee te doen en vertrekt. Bertram en Lidwientje zien hem vertrekken. Hierna krijgt Lidwientje nog een serenade van Bertram (lied: 19). |                               | |                  |  |
| 7 | De Rauwe Raaier               | 20. Prinsenlied 21. Marmer en goud 22. Ik ben Gruis (II) 23. Ach ach rattenvanger                                        | 25 november 1972 |  |
| Ogterop, nog steeds verwonderd door de telefoon, had 13 draken besteld, maar wil er nog maar 3. Prinsen raken te veel gewond door andere omstandigheden, prinsen lopen op hun tenen en zijn vrij gauw gepikeerd, Prins Roelof van Bontubal en prins Bertram Bierenbroodspot. Heer Oom Balijn is waarschijnlijk (denkt Ogterop) de bedenker van de opdrachten. Ze moeten nu wachten tot het middaguur en op een witte raaf voor de volgende opdracht, maar dan komt er van een zwarte kraai de volgende opdracht binnen: "versla de Rauwe Raaier" uit het razende rijn van(?). De opdracht is vreemd, hij valt buiten de toon met de andere opdrachten van de afgelopen weken (lied: 20). Het blijkt dat Hector is meegegaan met Bertram. In de keuken wordt een taart gemaakt, met de tekst "rust zacht". Hildebrandt en Bertram hadden dat ergens wel dubbel bedoeld óf voor de Rauwe Raaier óf voor (een van) de prinsen. Hilletje (?) vindt dat Aernout en Hildebrandt maar zwak zijn omdat ze niet met Bertram meegaan, om maar niet als bangeriken afgeschilderd te worden bij de kinderen. Gruizel komt binnen, hij is gezant en vindt zichzelf dús welkom, hoewel Lidwientje en ambtenaar Ogterop het daar niet helemaal mee eens zijn. Hij heeft een geschenk voor de koningin en omdat zij er nu even niet is zou Gruizel gast moeten blijven totdat hij het geschenk persoonlijk kan overhandigen. Hij wil niet laten zien wat erin zit, maar het komt van een prins. Na wat versjes en liedjes van Gruizel gaat het pakketje toch open en blijkt het een kijkdoos te zijn. In de doos blijkt een onvruchtbaar landschap te zien te zijn (lied: 21). De prinsen vertrekken naar de grauwe raaien en Gruizel krijgt zijn kamer, tot grote vreugde van Gruizel die dit alles mooi vindt. Nu er zes mensen buiten het kasteel zijn, spoedt Gruizel zich met een sleutelbos naar het kijkdoosje, maar ambtenaar Ogterop is hem voor. Hoewel hij graag in het doosje zou willen kijken lukt het niet, het zit op slot. Hij verstopt zich achter het gordijn als er nog iemand de kamer binnenkomt. Het is Gruizel, die het doosje opendoet. Lidwientje komt ook binnen en ziet (net als Ogterop) dat Gruizel verdwijnt, hij komt terecht in het landschap van het kijkdoosje. Ze kijkt in het doosje en ziet het paleis met alle mensen die er nog waren. Als alle prinsen in de grot van de Rauwe Raaier zijn is er een instorting, en klinkt het gelach van Guurt (maar de prinsen denken dat het de Rauwe Raaier wel zal zijn) en ze zijn ingesloten. Gruis vermaakt zich uitstekend in het dorre landschap en iedereen in het kasteel ontdekt dat er geen buiten meer is maar alleen hout, en Lidwientje denkt dat ze in een houten doosje zitten (lied: 22). Hildebrandt en Aernout komen Gruizel tegen en ontdekken dat het paleis in het kijkdoosje zit. Ze nemen Gruizel gevangen. De prinsen moeten drie raadsels oplossen. De Rauwe Raaier luistert niet, hij vraagt, hij praat! Hector lost het eerste raadsel op, een rekensom. Het tweede raadsel luidt: "Wie weet wat Willem Wouters weeft?" Bertram weet het antwoord: "Witte wollen wanten". Dan komt het derde raadsel, "Wie is de Rauwe Raaier?" Hector gaat op onderzoek uit, de verdwijnhoed van Pipijn maakt Hector onzichtbaar en dan blijkt de Rauwe Raaier inderdaad Guurt van Grap te zijn, waarmee de drie raadsels zijn opgelost en hoe kwam Gruizel aan dat kistje? Ook dat was een streek van Guurt het kistje wordt weer geopend, ditmaal worden Gruizel en Guurt van plaats verwisseld, en zitten nu beiden opgesloten in het kistje en het paleis staat weer op zijn oude plek (lied: 23). |                               | |                  |  |
| 8 | Kerfstok, De Fee              | 24. Geen tijd voor Hollebollegijs 25. Spokengymnastiek 26. Het spook met spikkels 27. Een fee weet alle feestjes         | 23 december 1972 |  |
| Prins Tor blijkt vergeten te zijn behalve door de mensen, maar ook ambtenaar Ogterop Eén blijkt vergeten te zijn, zelfs zijn broer Ogterop Deux weet van niets. Ze zijn meer in de ban van het Holle Bolle Gijs (een soort Kerstmis), Bertram vraagt Ogterop Deux uit om te weten te komen of er iets van een vergeetziekte bestaat. En dat bestaat inderdaad: Fee Kerfstok blijkt een Vergeet-boek te hebben. Iedereen die daarin verzeild raakt, wordt vergeten, maar het is eigenlijk bedoeld om droeve dingen te vergeten. Ze moeten op pad om die twee namen weer uit het Vergeet-boek te halen (lied: 24). Fee Kerfstok blijkt eenzaam in een paleis te wonen en viert deze avond haar verjaardag, maar de geesten zijn nog niet helemaal zichtbaar, tot teleurstelling van de Fee. De kinderen gaan naar bed in de herberg die even verderop staat, daar horen de heren van een dorpeling dat er over het kasteel "het huus van Sies" niets dan goed te vertellen valt. Jan Tuuleloer [nog een feest?] en Holle Bolle Gijs zijn drukke dagen op en rond het kasteel. De dorpeling vertelt ook over een gast zonder hoofd, nou ja zonder... hij heeft zijn hoofd onder zijn arm en de andere gasten zijn allemaal doorzichtig! Vreemd volk, ja. Vermomd als spoken proberen alle vier volwassen het paleis binnen te dringen. Aernout probeert het slot open te krijgen terwijl Hildebrandt uitvluchten zoekt om te ontsnappen, terwijl Aernout bezig is krijgen ze hulp van de geest met het hoofd onder zijn arm, die zegt dat ze er gewoon doorheen moeten, het is dood hout. De geest blijkt het kasteel goed te kennen, hij zwerft hier al heel lang rond, de geest blijkt ermee te helpen. De kinderen jutten elkaar op en gaan ook naar het kasteel. Om middernacht verschijnen de spoken; de vooravond van Holle Bolle Gijs. Het lijkt een gezellige verjaardag te zijn en de geesten worden steeds minder doorzichtig totdat het net gewoon mensen lijken, hierdoor vallen ze gelukkig niet meer op. Ze worden uitgenodigd om mee naar het verjaardagsfeest te komen, ze zijn een beetje stil, niet wetend wat te zeggen. Fee vindt dat het toch wel heel druk is hoewel álle feeën nu jarig zijn. Fee speelt op het windorgel (lied: 25). De kinderen zijn inmiddels ook in het kasteel beland en kijken toe, nu mogen de nieuwelingen op het feestje hun kunstjes tonen, dit wordt het spook met spikkeltjes (lied: 26). Het swingt de pan uit! Tijdens dit lied pakken Aernout en Hildebrandt het Vergeet-boek dat op de tafel ligt en nemen het stiekem mee naar buiten de feestzaal, maar Fee heeft het door en ze is kwaad. Ondanks dat ze proberen uit te leggen dat er onterecht mensen in staan, worden ze naar de kerker gestuurd. De geesten verdwijnen en het is weer leeg in het kasteel. De kinderen gaan naar buiten en komen daar de geest tegen met zijn hoofd onder zijn arm. De kinderen zeggen dat ze een probleem hebben, maar de geest heeft ook een probleem: hij weet niet zeker of het zijn hoofd is. De geest wil best wel even kijken of de vier vrienden van de kinderen in de kerker zitten, en ja hoor volgens de geest zitten ze er inderdaad, op water en brood. Berend weet de oplossing voor de geest zijn probleem, als hij jeuk onder zijn neus heeft, hoe krabt hij zich dan? "Gewoon met mijn vinger." Omdat hij en zijn vinger allebei van hem zijn is het ook zijn hoofd. De geest is erg tevreden met het antwoord en zorgt ervoor dat de vrienden uit de kerker komen. Bertram gaat toch nog het kasteel binnen en daar zit Fee te klagen dat haar verjaardag niet leuk is geweest omdat ze geprobeerd hebben haar Vergeet-boek te stelen. Bertram spreekt met Fee: er staan twee namen van twee levende personen in, dan draait Fee bij en wil zelf in het Vergeet-boek kijken, daar ziet zij inderdaad Ogterop Eén en prins Tor in maar niet in haar handschrift. Zij wist de namen weer uit het Vergeet-boek en ze worden weer herinnerd. Met Een fee weet alle feestjes is er weer een klein feestje op het kasteel en eindigt deze aflevering (lied: 27). |                               | |                  |  |
| 9 | De Kuddegeest                 | 28. Ik zou... (wanneer ik jou maar had) 29. Kom in de kudde 30. Bitter in de mond                                        | 17 februari 1973 |  |
| De aflevering begint met dat er een vreemde gast geheimzinnig rond het kasteel sluipt. Ogterop zit tussen zijn oren in het werk, maar ook Hildebrandt kan het niet meer opbrengen, het is allemaal te veel van het goede. Het is nog niet bekend wanneer prins Tor arriveert. Hildebrandt draait door in de keuken en gooit met servies. Met een emmer water wordt hij een beetje bij zijn zinnen gebracht, hij kan niet meer; de werkdruk is veel te groot. Personeel staat er op Ogterop zijn lijstje. Lidwientje ligt op bed omdat ze hooikoorts heeft en dus niet kan helpen. De prinsen zijn ook niet zo behulpzaam, eerder aangebrand door de opmerkingen die ze naar elkaar maken. Prinses Madelein wil niet de hoofdprijs zijn in de Prinsentoto. Zij houdt alleen van prins Tor (en hij is er nog niet) maar ze heeft volgens haar moeder geen keus. Tilanus van Gulik is de vreemde gast die in het begin tevoorschijn kwam. Hij stelt zich voor aan twee kinderen die buiten een kleed staan uit te kloppen, met de mededeling dat hij hem moet aanmelden bij de herder, euh, hoeder dus. Zo komt hij bij Ogterop terecht. Hij staat in dienst, met zijn drie hulpjes, van Ogterop. Allereerst worden ze naar de keuken gestuurd. Hildebrandt twijfelt over de drie gnomen, Bertram vindt het vreemd dat hij wist dat ze personeel nodig hadden, en prinses Madelein is aan het twijfelen (lied: 28) dat ze een prinses is. Dan begint het: Tilanus blijkt wat kuddegeest in het eten te doen, en iedereen die gegeten heeft komt nu bij de kudde, iedereen is mak en gedwee. Zelfs Madelein vraagt zich af of het kan, dat de thee gebracht wordt of dat ze het gewoon zelf moeten halen. Samen met haar moeder voelt ze zich schuldig en willen meehelpen met het huishouden. De prinsen staan te helpen met de afwas, maar Hildebrandt, die nog niet gegeten heeft, kan er niet tegen dat iedereen op zijn vingers staat. Ogterop en Aernout blijken ook nog niet gegeten te hebben. Bertram ook al niet, die het vreemd vindt dat hij de koningin en Madelein tegenkomt die bezig zijn om de vloer te boenen (lied: 29). Bijna het hele paleis is nu een kudde geworden. Berend blijkt die tijd geslapen te hebben in de kelder toen hij daar koper aan het poetsten was. Op dat moment arriveren prins Tor en Ogterop Eén. Ze worden het kasteel (de kudde) uitgestuurd, die eenlingen, want het kan niet, het gaat niet, het is onmogelijk. Nu zijn ze weer onder ons, eendracht maakt macht. Ze worden naar bed gestuurd. Buiten zitten de eenlingen te dubben wat er is gebeurd. Bertram komt ook naar buiten. Terwijl hij zegt dat het binnen net één grote kudde is, weet Ogterop Eén wat er aan de hand is: Tilanus van Gulik is een kuddegeest! Tilanus van Gulik duldt geen eenlingen aan de poort. Om zich hier tegen te wapenen, worden er spelden in het schaapsvocht gedoopt. De oplossing voor het probleem: in de rode kruisridder liggen de medicijnen tegen de kuddegeest; bittere pillen. De drie gnomen worden gevangengenomen als ze naar buiten komen, hierdoor wordt Ogterop Eén geprikt, maar omdat hij in de minderheid is werkt hij mee. Tor en Tilanus geraken in een zwaardgevecht. De bittere pillen komen tevoorschijn en worden aan ieder gevoerd. Tilanus wordt geprikt door zijn eigen naalden en verandert in een schaap. Uiteindelijk is het kasteel bevrijd van de kuddegeest (lied: 30). Waarom prins Tor nu zo lang weg was? Hij was eerst naar huis gegaan, maar hij belandde daar in de gevangenis omdat iedereen hem vergeten was. |                               | |                  |  |
| 10 | In Het Hol Van De Leeuw       | 31. Vermommen is een vak 32. De Hameler-horlepiep 33. Niemand weet                                                       | 17 maart 1973    |  |
| "Welkom prinsen altegaar", klinkt het heel vals van Aernout en Hildebrandt. Lidwientje lacht hen een beetje uit, en ze heeft een brief voor alle mensen met als afzender: slinkse vos drie, de spion van Ogterop. De brief blijkt uiterst geheim te moeten zijn, onopvallend bezorgen en zo, wat ook heel duidelijk óp de envelop staat. Het blijkt een kijkbrief te zijn. Lidwientje haalt de brief uit de envelop en daar verschijnt Ogterop Deux op het vel, deze begint met "paniek, paniek, paniek". Het blijkt dat Ogterop Eén en Deux stad en land zijn afgereisd om te kijken bij de Prinsentoto, maar het blijkt dat nog nergens een prins is aangekomen. Ogterop vermoedt iets. Ze zouden in de herberg "In Het Hol Van De Leeuw" overnachten: prins Ligelt van Roodvorne, prins Marte, prins Jeroen van Asp, prins Roelof van Bontubal, en prins Tor van Sombrië. Lidwientje mist nog één naam, namelijk prins Bertram, die reisde met hun samen! Er wordt een plan opgesteld: ze gaan allemaal, maar wel allemaal apart, vermomd als reizigers (lied: 31) naar de herberg. Stormvogel is de knecht van de herbergier. De eerste gast is Hildebrandt en die suggereert dat er altijd veel gasten zouden moeten zijn, maar het is rustig, nog rustiger dan gewoonlijk. Hildebrandt handelt in lekkernijen. Daarna komt Aernout als Simon Sleutel binnen als handelaar in feestneuzen en fluitjes, hij suggereert hetzelfde als Hildebrandt. De herbergier doet alsof hij geen gasten heeft gehad de afgelopen tijd. Dit zijn zelfs de enige twee gasten in lange tijd. Stormvogel vraagt of de heren een maaltijd gekozen hebben, hij raadt ze de soep van het jaar aan, Repelsteeltje heet de soep. Op het moment dat de herbergier een bord vast heeft, vraagt Aernout aan Hildebrandt of hij niet eens dat verhaal over die vijf vermiste prinsen wil vertellen. Dan valt het bord uit de handen van de herbergier op de grond. Bertram en Barend blijken inderdaad samen met de prinsen gereisd te hebben, maar zij hebben buiten geslapen en niet in de herberg. Ze hebben ook wat ravijnkruiden mee en morgen hopen ze weer bij Lidwientje te zijn. Lidwientje en Hilletje (?) komen ook aan en Stormvogel vertelt dat de gnomen hier altijd slapen omdat ze in de mijn werken, maar nu is het "in spin de bocht gaat in" is, wat minstens duurt tot "Jan Huigen", dus ze zijn allemaal naar huis. Lidwientje klinkt een beetje triest wanneer ze achter al die deuren zouden kunnen kijken. Aernout is van plan om al zijn geld te verliezen wat hij heeft. Hij moet Hildebrandt wel overtuigen om dat te kunnen doen. De laatste poging om zijn geld te verliezen is een potje schaak, wat lastig is, want Hildebrandt kan niet schaken. Aernout kan niet betalen en stelt voor dat hij in de keuken gaat helpen afwassen. Dat werkt niet en hij wordt eruit gegooid. De kinderen komen binnen als kindercircus. Ze mogen in de stal overnachten. Bertram en Barend komen de stal binnen, maar ze wisten niet dat de prinsen worden vermist, sterker nog, Barend en hij hebben ze deze ochtend zien vertrekken. Hildebrandt probeert Stormvogel uit te horen. Barend vertelt in de schuur dat hij de waard heeft gezien en toen een prins en toen weer de waard en weer een prins enz. Lidwientje en Hilletje doorzoeken alle kamers op het moment dat de kinderen beneden allemaal te eten krijgen. Lidwientje ontdekt een dichte deur, maar wordt betrapt door de waard. Aernout heeft een viool ontdekt in de keuken en samen met Stormvogel brengen ze wat vertier tijdens het eten (lied: 32). Bertram en Barend vallen ook in. Hildebrandt is op dat moment in de stal aan het rondneuzen. "Bertram!" wordt er geroepen door Lidwientje, achter de deur blijken de vijf prinsen te zitten, maar ze gedragen zich vreemd. Een grote plens water brengt ze weer terug bij hun positieven. De waard vlucht (en buiten zicht wordt hij Guurt van Grasp), maar ze ontdekken ook de echte waard, die lag ook te slapen. Stormvogel hoort dat Hildebrandt kasteelkok is en geeft hem het recept voor repelsteel en het lied (lied: 33). |                               | |                  |  |
| 11 | De Reuzenravijn               | 34. In een spelonk 35. Gonda van Hillegom 36. Prijs de dag en kus de bruid 37. De thee is heet en taart staat klaar      | 14 april 1973    |  |
| Hildebrandt en Aernout waren met de koningin aan het reizen met de koets, maar er is iets gebeurd: de paarden zijn weg en er leek wel iets van een kleine aardbeving. Ze komen met een verhaal van een grote hand die de koets gepakt heeft en de paarden gevlucht. De koningin gelooft het niet, maar dan wordt er hard gelachen en komen er twee grote handen uit de lucht. Bertram is ongerust omdat het uitje zo lang duurt. Alleen de mensen zijn in het kasteel. Barend komt met het nieuws dat de paarden zijn teruggekomen, alleen de paarden. De reus helpt het viertal naar zijn huis toe te gaan, op het paleis zitten ze af te vragen hoe de paarden los van de koets konden komen, de reus, reus Gondolf (Dolfje) van Sloe, vindt het leuk dat hij eindelijk bezoek heeft en biedt hen iets te eten aan, maar de koningin vindt het niets en ze wil weer terug naar het paleis in Bambergen. Ze gebiedt het, maar de reus wil alleen maar bezoek, hij is zo alleen en begint zelfs te huilen. Bertram, Lidwientje en de kinderen gaan ondertussen op onderzoek uit, maar omdat het te donker wordt overnachten ze in een grot. Bij de reus blijkt toch iemand te zijn; ze moeten maar niet naar de reus luisteren omdat alles onzin is. De persoon blijkt koning Mink van Morpuys te zijn. De kinderen proberen te slapen, maar verlangen naar het paleis (lied: 34). Koning Mink blijkt er al heel lang te zijn, als gezelschap. De reus blijkt niet goed te zijn in spelletjes dus de koning is hem spuugzat. Koning Mink doet een voorstel om zijn slaapplaats te delen, maar in zijn verhaal blijkt dat er ook nog een reuzin in de buurt moet wonen: Gonda van Hillegom. Gruizel Gruis is ineens opgedoken bij de kinderen. Hildebrandt en Aernout willen een vluchtpoging ondernemen, maar koning Mink wil slapen, het lukt toch niet. De koningin heeft twijfel, maar Madelein vindt het een goed idee, ze knopen de zakdoeken aan elkaar en koning Mink verdwijnt in het naaidoosje om verder te slapen. Gruizel wordt ondervraagd door Bertram, maar het helpt niks, hij lacht als hem naar de koets gevraagd wordt. Bertram vindt het verdacht dat Gruizel in de buurt is, de rest denkt aan toeval, maar dan komt er toch iets zinnigs uit Gruizel: het zal Gondolf van Sloe wel weer zijn en Dolfje, maar wanneer geeft Gruizel nu eens fatsoenlijk antwoord? "Als je het mij fatsoenlijk vraagt!", zegt Gruizel. Lidwientje doet haar best en dan komt het antwoord: Gondolf van Sloe is een reus. Ondertussen zijn de vier gevangenen op de grond beland. Koning Mink roept hen toe dat het ze toch niet lukt. Ze staan voor een deur, maar dan gaat de deur open en de reus blijkt wakker te zijn. Gruizel blijkt verteld te hebben dat Gondolf niet voor zichzelf kan zorgen en al 14 jaar verliefd is op Gonda, dus gaan ze daarvoor zorgen. Ze staan voor het huis van Gonda en ze doen een huwelijksaanzoek (lied: 35) en de deur gaat open. Koning Mink wordt wakker omdat er geklopt wordt, maar hij is de enige die het voorlopig hoort, de anderen worden langzaam ook wakker. Ze moeten de reus maar wakker zien te krijgen. Het lukt en de reus gelooft het niet, want hij krijgt nooit bezoek. Het is Gonda die haar zakdoekje terug komt halen, maar hij durft niet open te doen. Het kloppen houdt op en omdat hij bang is dat Gonda nu weg is doet hij de deur open en daar staat ze, met de kinderen (lied: 36). Koning Mink trouwt de twee, maar Gruizel duurt het allemaal een beetje te lang en spoort Gondolf aan om ja te zeggen, hij zegt ja! (lied: 37) |                               | |                  |  |
| 12 | Weerwolf Wonderwijn's Wedkamp | 38. Welkom, prinsen fier 39. Bamberger Bam 40. Op de prins die wint 41. Leven in de brouwerij 42. Een prins is een prins | 12 mei 1973      |  |
| Hildebrandt heeft zich in een levensgrote taart verstopt als verrassing. Aernout ziet hem omdat hij kwam zeggen dat de prinsen terug zijn, het blijken er maar drie van de 24 te zijn. Daar heeft Hildebrandt niet op gerekend, de taart is voor 24 prinsen niet voor drie! Ze zitten in draagkoetsen met de gordijntjes dicht dus wie het zijn? (lied: 38) Iedereen wil weten wie ze zijn. Weerwolf Wonderwijn komt, met de laatste vragen, en dan worden ze bekendgemaakt. Maar Lidwientje hoort Ogterop uit, wie zijn het dan níet? Daar wil hij wel antwoord op geven: Prins Wigbont(?) is in een grijze gans veranderd. Prins Koen die is onzichtbaar geworden – men zoekt hem nog steeds, maar omdat hij ook onhoorbaar geworden is, is het een beetje lastig. En er zitten zeven prinsen bij de elfen die krijgen een honingkuur om weer een beetje normaal te worden. Dan komt heer Wonderwijn tevoorschijn. Prinses Madelein is radeloos, ze is als een pop in een poppenkast, maar volgens haar moeder moet ze gewoon wachten totdat ze koningin wordt dan luistert iedereen naar haar. Voordat de prinsen onthuld worden, wordt eerst het volkslied van Bambergen gezongen (lied: 39). De immer vrolijke Ogterop wordt het dan even te veel. De drie overgebleven prinsen zijn ten eerste prins Roelof van Bontubal – hij krijgt gelijk een vraag voorgeschoteld: "De eerste vraag: wat is dit?" "Een hoed." Het is inderdaad zijn eigen hoed die heer Wonderwijn van zijn hoofd geplukt had, hierdoor krijgt hij gratis reizen door zijn land en gratis hooi en een zadel door gnomen gemaakt. De tweede prins is Jeroen van Asp, maar hij heeft bij een van de opdrachten geluk gehad, dus niet helemaal eerlijk. Er wordt hem geen vraag gesteld. De derde prins is prins Tor – een luid gejuich van de Hamelaars. Hij krijgt wel een paar vragen: wat komt er na "en ik"? "Zei de gek." Na "ie wie"? "Waai weg." Na "zakdoekje leggen"? "Niemand zeggen." Hij krijgt vier jaar lang een gratis schildknaap. Prins twee klaagt dat hij geen beurt krijgt, maar dat is een foute zet, wie vraagt wordt overgeslagen. Erger nog, hij moet knielen en met het versje "één ei is geen ei" krijgt hij twee (dus een half) rauw ei in zijn hoed. Wat is het dat u op uw hoofd heeft, twee eieren is een fout antwoord (het juiste antwoord is een ongebakken uitsmijter zonder ham). Als "beloning" krijgt hij roet op zijn gezicht. De officiële vragen zijn in een houten kistje dat op een tafel wordt gezet, waarop er dus niemand wat kan afhalen tenzij die van koninklijk bloed is (lied: 40). De prinsen drinken heel wat wijn. Paniek bij Ogterop: het houten kistje mist zijn inhoud! (lied: 41) Bertram probeert erachter te komen of Madelein de vragen heeft, maar die was altijd bij Lidwientje. Wonderwijn is boos dat de vragen zijn verdwenen. Prins Roelof van Bontubal blijkt al een ander lief te hebben namelijk Wolvin Geurtje. Hij weet niet meer waarom hij überhaupt nog met de Prinsentoto meedoet. De koningin blijkt de schuldige te zijn, voor het stelen van de vragen. Prins Tor blijkt door prins Jeroen stomdronken gevoerd te zijn. Met een plens water en koffie wordt hij weer redelijk op de been gebracht, maar de vragenrondes zijn al begonnen en prins Tor staat dus flink achter. Maar ondanks zijn dronkenschap en door toeval blijkt hij twee vragen toch goed geantwoord te hebben. In de tweede ronde is prins Tor toch nog enigszins wakker. Daarna volgt het kruisboogschieten, Willem Tell acties, maar prins Jeroen is vol paniek, want prins Tor is dronken. Gelukkig schiet prins Tor het allermoeilijkste schot goed. Prins Jeroen durft niet te schieten. Dan krijgen de prinsen van Bontubal een briefje in de hand gestopt. Dan volgt de laatste vraag: welk soort kroon draagt prinses Madelein? Prins Jeroen noemt zonder moeilijk doen een antwoord, prins Bontubal zegt dat hij het niet weet en gokt maar wat, prins Tor zegt dat hij een briefje in zijn handen gedrukt heeft gekregen met het antwoord, dat blijkt het juiste antwoord te zijn! Prins Jeroen heeft deze ronde dus verloren en omdat prins Bontubal de brief van Wolvin Geurtje had gekregen en haar niet wilde verraden, krijgt hij toch nog een bonusprijs en hiermee blijkt prins Tor de Prinsentoto gewonnen te hebben (lied: 42). |                               | |                  |  |

### Seizoen 3
Van het derde seizoen zijn er dezelfde kwaliteit thuisopnames als van het seizoen ervoor. 
Voorafgaand aan het vierde seizoen werd er op 4 januari 1975 een samenvatting uitgezonden; deze samenvatting bestaat nog. 
| Nr. | Titel                   | Liedjes | Uitzenddatum      |  |
| --- | ----------------------- | --- | ----------------- |  |
| 13 | Het Gestolen Land       | 43. Wij halen de bruigom af 44. Jeminee, wat is het druk 45. Het bloed bonst in mijn slapen 46. Ik ben Gruis (III) 47. Alles wat je ziet 48. Weet u ook de weg naar Morpuys? | 29 september 1973 |  |
| Bertram en Barend hebben een brief voor Gruizel. Gruizel is helemaal verbaasd, hij krijgt een brief! Hij kan alleen niet lezen. Dan besluit Bertram het voor te lezen onder hevig protest van Gruizel, maar dat houdt op op het moment dat hij hoort wat er in de brief staat: Hooggeachte Gruizel van Gruis van de Gruismijn bij het elfenbochtje, dat wil hij nog wel een paar keer horen. Wat er verder in de brief staat: hij is uitgenodigd voor het feest, helemaal lyrisch van de term hooggeacht verlaten Bertram en Barend Gruizel. Ondertussen is Ogterop bezig met de voorbereidingen voor het huwelijksfeest, maar het is een Johan-Boel (een zooitje/een rommeltje). Er zijn ook twee petemoeien bij en die hebben er wel zin in, maar Aernout, Hildebrandt en Madelein vinden het niets. Madelein verdwijnt ook zodra ze hoort dat koning Mink er is. Hildebrandt speelt nu voor bruid (lied: 43). Guurt van Grasp verschijnt heel even in beeld, hij staat toe te kijken, maar niemand ziet hem (lied: 44). Gruizel komt binnen, helemaal opgedoft, want hij is hooggeacht, en hij heeft een cadeau, maar niemand mag het zien. Hij krijgt een eigen kamer. Koning Mink zal net als bij Gonda en Dolf, ook het huwelijk van Madelein en Tor voltrekken, maar Morpuys is wel vaag; niemand heeft het ooit gezien of ervan gehoord. Dan verandert Guurt in Ogterop. Bertram is toch wel nieuwsgierig naar het verhaal van koning Mink en zijn verloren land. Prins Tor blijkt er op het moment niet te zijn, hij is prins Bontubal en Geurtje aan het wegbrengen zodat ze hun eigen bruiloft kunnen vieren. Terwijl Bertram koning Mink naar zijn kamer brengt wil hij toch wel zijn verhaal vertellen over hoe zijn land verdween. Gruizel is helemaal wild enthousiast over zijn kamer en vooral zijn bed, het is zíjn bed en hij springt er vrolijk op los. Hildebrandt verlaat Gruizel, maar dan verschijnt Ogterop, om te vragen wat hij er doet. Prins Tor is terug en hij krijgt van Barend te horen dat hij maar moet oppassen voor de twee petemoeien. Barend vertrekt en Aernout en Hildebrandt komen aanzetten om prins Tor over te halen om zijn laatste serenade aan Madelein te brengen (morgen kan het niet meer, want dan is hij met haar getrouwd), voor 1 dukaat per couplet en ½ dukaat per herhaling (lied: 45). Gruizel wordt zijn kamer uitgezet door Ogterop, die er niks van gelooft dat hij hooggeachte gast is. Luid protest, maar hij gaat wel, gelach van Guurt uit de mond van Ogterop. Bertram hoort van koning Mink over Morpuys hoe het eruitzag en hoe het verdween (lied: 46). Gruizel zit buiten zielig te huilen en komt Guurt tegen. Guurt is zogenaamd verbaasd dat hij niet te gast is voor de bruiloft. "Ga van mijn weggetje Guurt", zegt Gruizel. Guurt heeft hem als een heer binnen zien gaan. "Ga van mijn weggetje Guurt." Guurt heeft een plannetje, hij heeft voor Gruizel een mooi bruiloftscadeau. Gruizel komt weer binnen en Lidwientje ziet hem en de echte Ogterop "ga van mijn weggetje" en hij vraagt nog wel aan Ogterop waar Madelein is, op haar kamer. Hildebrandt en Aernout komen ook in de kamer van koning Mink en blijven luisteren. Er kwam ooit een bode met een cadeau, maar de bode wist niet van wie het was, hij wist niet de naam, het cadeau zat in een zwarte doek, er zat een spiegel in. Maar in deze spiegel viel niets te zien. Ondertussen heeft Gruizel zijn cadeautje aan Madelein gegeven (lied: 47). Het is een spiegel! Prins Tor is ook aangeschoven bij het luisterend gezelschap van koning Mink en ze verbazen zich over de spiegel, prins Tor zegt dat hij zoiets wel kent uit de cursus. Toen bleek dat koning Mink zijn eigen spiegelbeeld werd. Hij zat in de spiegel, alles was weg, alles zat in de andere kant van de spiegel, koning Mink zat in een dor landschap. Hij liet van schrik de spiegel vallen en hij viel in vele kleine stukjes en loste toen helemaal op, hij was in een land terechtgekomen waar niemand Morpuys bleek te kennen. Bertram denkt aan het Vergeet-boek, dan zegt Hildebrandt dat hij Gruizel gezien heeft met een zwarte doek en snel gaan ze naar Madelein, maar ze zijn net te laat. Ze vinden wel een briefje op de spiegel, er staat "tot ziens in Morpuys" op. Gruizel wordt ondervraagd, maar hij is eerst beledigd, want Ogterop staat er ook bij, dan komt het hoge woord er uit: Ogterop heeft Gruizel beledigd en hem daarna ook nog eens weggestuurd uit het kasteel! Ogterop Deux heeft de brief aan Gruizel zelfs ondertekend, maar dan denkt Bertram dat het wellicht Guurt is geweest, heeft Gruizel Guurt nog gezien? En Gruizel blijft stil. Prins Tor en alle Hamelaars gaan op zoek naar Morpuys en Madelein (lied: 48). Ze krijgen de vliegende pompoen mee. |                         | |                   |  |
| 14 | De Bruiden Van Dril     | 49. Iene miene mom (interlude) 50. Iene miene mom 51. De heksenhop 52. Komen ze nou? 53. Blauw is een rustige kleur                                                          | 27 oktober 1973   |  |
| In de pompoen raken ze in een noodweer, Aernout en Hildebrandt willen graag landen, zo graag dat ze een moeras zelfs als mooie landingsplaats vinden, maar dan zien ze een kasteel, nou ja, een ruïne op een rots, en ze zijn prins Tor ook nog eens uit het oog verloren. Bertram is daarom een beetje kribbig. Ineens daalt de pompoen, maar dat is niet de bedoeling. Ze worden belaagd door vreemde wezens, luchtgeesten, die willen weten van wie de pompoen is, ze moeten maar weg. De pompoen is van Ka van de Kikkerberg, alleen Ka zit er niet in. Ze gaan landen omdat Bertram er meer van wil weten waarom ze wegmoeten en van wie. Prins Tor, die er te paard onder reed, zijn ze al een poosje kwijt. Bertram, Hildebrandt en Aernout gaan naar de ruïne die ze daarstraks tegenkwamen, maar de ruïne is leeg (lied: 49). In de sombere zaal gebeurt er wel wat (lied: 50). Een stel heksen danst rond een tafel, maar er blijkt een glazen kist te zijn en er ligt iemand in: prins Tor! Hildebrandt niest en ze worden zo betrapt en achter de tralies gegooid. Daar zit ook Nix Assia, een vreemde maar zeer geleerde vrouw. Ze heeft Tor een vergiftigde appel gegeven zodat hij nu slaapt, dit om hem te redden, want alle vijf heksen wilden met Tor trouwen: trouwen met een prins maakt heksen weer jong. Kan Tor weer wakker worden? Er is nog maar één manier: de kus van een jonge maagd: Lidwientje. En zij is zojuist onzichtbaar binnengekomen met de hoed van Pipijn. Assia vertelt nog wat: heksen zijn bang voor spiegels. Omdat ze zelf geen spiegelbeeld hebben worden ze opgezogen en komen in de spiegelwereld terecht. Ook de kinderen blijken in het paleis te zijn en ze zijn ontdekt. Op dat moment kust Lidwientje prins Tor wakker. Ka van de Kikkerberg, de opperheks, is razend. Gelukkig vangt Tor iedere heks in de spiegel, op Eefje Eenoog na. In grot Karnagel blijkt Assia's vader speciale spiegels te maken. Door deze spiegels kunnen ook andere personen naar de spiegelwereld vertrekken. Zouden daar ook de spiegels van koning Mink en van Madelein vandaan komen? Op naar Paay (?). |                         | |                   |  |
| 15 | De Lelijke Slaapster    | 54. Voor geen geld 55. Slapende honden bijten niet 56. Nog even, Genoveve 57. Wij houden in het geheel niet van elkaar                                                       | 24 november 1973  |  |
| Nix Assia gaat met de Hamelaars mee en ze geeft uitleg wat ze allemaal zien, zoals een doornenbos en een slaapslot; dit keer was het geen spinnewiel (Assepoester was immers een sprookje) maar dit keer was het een wesp, nou ja een heks die een wesp was. Bertram vindt dat ze ze geholpen moeten helpen, een prins kan helpen, maar die prins moet eerst door de prikhaag. En er is een maar: iedereen die de prinses kust moet haar trouwen, dat is de wet. Een kleine discussie in de pompoen: wel of niet landen, en een prins is een prins is een prins. Lidwientje wint, prins Tor moet iedereen in nood helpen. Prins Tor is wat aan het tegensputteren, want hij wil met Madelein trouwen, maar Bertram is onlangs tot prins gedoopt, door het prikgewas dan maar. Met de pompoen naast het kasteel te landen was makkelijker geweest, maar zo is de wet (lied: 54). De deur blijkt gewoon open te zijn, en iedereen slaapt. Ze fluisteren, maar dat hoeft eigenlijk niet, want iedereen zou wakker moeten worden. Ze gaan door het kasteel er is zelfs soep, alleen is ze koud. Ze weten wel wanneer iedereen in slaap gevallen is, alleen hebben ze er niks aan. Gegil; er lijken mensen wakker! Maar prins Tor zijn ze kwijt. Het blijkt dat prins Tor de prinses gevonden heeft, het blijkt dat de prinses erg lelijk is. Lidwientje is steeds onzekerder over dat Bertram de prinses wakker moet kussen, maar Bertram ook, ze is wel erg lelijk (lied: 55). Heeft prins Tor dan toch zijn prinsenplicht gedaan? Want het paleis begint wakker te worden, alleen de mensen worden niet echt wakker, het gaat niet van harte. En Bertram heeft nog niets gedaan inderdaad (lied: 56). Want een prins is een prins is een prins, maar omdat de anderen minder enthousiast wakker worden is het wel een beetje vreemd (lied: 57). Het blijkt dat de prinses aan alles en iedereen ruikt en dat doet Bertram ergens aan denken, ook ontdekt Bertram dat er iets ontbreekt in het paleis, er zijn geen spiegels! Bertram zorgt ervoor dat de bruid een spiegel als cadeau krijgt van Lidwientje. Zodra ze daarin kijkt is ze verdwenen. Het was Eefje Eenoog, de overgebleven heks van Dril. De betovering is verbroken en omdat de prinses niet de echte prinses was hoeft prins Tor ook niet met haar te trouwen. |                         | |                   |  |
| 16 | Het Waternix Schandaal  | 58. Rust is een zeldzame zaak 59. Weledelzeergeleerd 60. Weledelzeergeleerd (reprise)                                                                                        | 22 december 1973  |  |
| Karnagel komt in zicht, maar dan vliegt er een Faun Pontius naast hun pompoen. Hij wil hen spiegels geven, al zijn spiegels mogen ze hebben, maar het blijken spioneer spiegels te zijn. Nix Onno Ratsmodee, de Koopman, is erg tevreden, maar dan komt Nix Assia de spiegels onder ogen. Ze zegt dat het een "paar" spiegels is, haar vader heeft ze niet gemaakt, ze zijn altijd in een paar. Er zijn trouwens vele soorten spiegels en terwijl ze er een paar noemt, weet Nix Assia dat ze niet te vertrouwen zijn. Ze zamelt alle spiegels in en ze gaan aan scherven. Vol wantrouwen van Nix Onno Ratsmodee komen ze aan op Karnagel. Ratsmodee doet heel aardig, maar hoe kan het ook anders, Assia woont op Karnagel; het is haar huis. Er blijkt nog een gast te zijn: Grootvizier Orf, Minister van Oorlog, een klant. Eerst wil Ratsmodee er nog vandoor, maar het geld dat van Orf te verdienen valt zorgt er toch voor dat hij blijft, maar echt slim blijkt dat niet te zijn. Ratsmodee is toch niet echt dom, nee hij is, net als Assia, ook weledelzeergeleerd (lied: 59). Barend hoort dat hij spiegels komen om oorlog te voeren tegen Bambergen en Aps Kaan (?) en Sombrië. En ze krijgen ook nog twee spiegels van Ratsmodee: één om naar links te reizen en één om weer terug te keren, maar Aernout komt erachter dat de terugkeerspiegel nep is. Gelukkig maar, anders waren ze niet in staat geweest om terug te keren, en hadden ze altijd in het land van links moeten blijven, net zoals koning Mink nu in het land van rechts gevangen zit. Ratsmodee wordt ontmaskerd en ze krijgen van Nix (?) twee goede spiegels en in links lag ergens Morpuys. |                         | |                   |  |
| 17 | Looie Det Van Kalkedot  | 61. Bertram Bierenbroodspot 62. Looie Det 63. Krabben waar het jeukt 64. Reizen op een reus                                                                                  | 11 januari 1974   |  |
| Eenmaal in de spiegel verdwenen komen ze in een kaal landschap terecht. Barend ziet een richtingaanwijzer op de grond liggen en er staat in spiegelschrift: "Kalkedot" en "niemandsland". Ze zitten in een lege stad (lied: 61) en dan gaat er ineens een luik in de grond open. Er komen twee figuren uit: koning Pancras en zijn dochter Prinses Zwijnhilde. Looie Det, de reus, heeft de koning ooit gered en in ruil voor wat hij het eerst onder ogen kreeg, dit bleek dat hij net een dochter had gehad, die moet hij dus nu afstaan, maar dat wil hij niet. De koning heeft een beloning uitgeloofd voor wie Looie Det kan verslaan. Tor, Aernout en Hildebrandt hebben inmiddels Jan Reserve, de soldaat, en zijn vriendin Popeya al ontmoet. Popeya, een van de heksen van Dril, heeft geen toverkracht omdat in rechts geen tover bestaat. Prins Tor stelt voor om samen de reus te verslaan, maar Jan Reserve denkt dat hij de beloning wil hebben. De reus wordt wakker (lied: 62). Het is een aardreus, die alleen maar graag gekrabbeld wil worden, want hij heeft altijd jeuk. Alle kinderen zorgen dat de reus gekrabd wordt (lied: 63). Hij is zo dankbaar dat hij de prinses niet meer hoeft, en Jan Reserve hoeft de prinses ook niet hij trouwt liever met zijn lieve dikke heks en ze reizen weer verder (lied: 64). |                         | |                   |  |
| 18 | De Poppen Van Sijs      | 65. Schiet in de lach of ik schiet 66. Stiekempjes spioneren 67. Poppenkast voor, poppenkast na                                                                              | 11 februari 1974  |  |
| Prinses Vossestaart, de dochter van koning Mink, wilde met een kroontje en een staf op een dag het paleis van Morpuys verlaten. Was de Paarse ridder van Geel (?) niet aardig? Hij trouwt met haar omdat hij haar ooit in het bos uit de handen van vier struikrovers heeft gered. Aernout en Hildebrandt worden als grappenmakers bij het feest ingehuurd, want ze zou binnen drie dagen trouwen (lied: 65). In het bos horen ze een hoop geschreeuw en gekruis. Bertram en Tor gaan erop af. Ze zien Sijs, rare Sijs, ze is aanhang van koning Mink die spoorloos verdwenen is. Haar knecht (?) vertelt hoe de werkelijke redding van prinses Vossestaartje in zijn werk is gegaan, het was allemaal afgesproken werk! Bertram heeft een plan: samen met de poppen van Sijs gaat hij een voorstelling geven op de feestdag. Dan komen Hildebrandt en Aernout terug en ze hebben nieuws; de Paarse ridder van Geel (?) is Guurt van Grasp. En nog meer nieuws: Madelein is er ook, ze is nu varkenshoedster, maar die mededeling wordt Tor even te veel en valt flauw (lied: 66). Het verhaal dat Bertram speelt op het feest, is het verhaal van Guurt van Grasp. Guurt is woedend, hij sloopt de poppenkast en vlucht daarna naar de kamer van Madelein. Eenmaal binnengekomen zien ze alleen een spiegel, net zo'n spiegel als waarmee ze naar links gekomen zijn, Guurt is ontsnapt en heeft Madelein meegenomen, ze zijn weer in het land van rechts. Maar waar? (lied: 67) |                         | |                   |  |
| 19 | Gejaagd Door De Wind    | 68. Altijd wat anders, zelden iets goeds 69. Wie het laatst lacht, lacht het best                                                                                            | 16 maart 1974     |  |
| Ze zoeken stad en land af in het land van rechts, maar vinden Madelein niet. Dan maar terug naar het paleis in Bambergen. Maar dan blijkt dat alleen Ogterop Deux en de koningin in het paleis aanwezig zijn, de rest is gevlucht. Tor vindt zichzelf een nietsnut, maar de rest vindt dat niet, ze hebben Morpuys gevonden. Madelein komt vanzelf wel. Door de overgebleven twee kasteelbewoners worden ze enthousiast onthaald, ze vertellen over Madelein en over Morpuys. Dan komt de aap uit de mouw: er wordt gedacht dat het spookt in het paleis, en het personeel heeft een voor een ontslag genomen. Hildebrandt en Aernout vinden de verhalen maar niks. Barend heeft alles afgeluisterd, dus de kinderen zijn nu ook op de hoogte, ook al denken de volwassen van niet (lied: 68). Tor wil het liefst direct op zoek naar Madelein, maar er moet wel eerst een plan gemaakt worden. Lidwientje merkt ook iets van een spook. De koningin krijgt ontbijt op bed en zegt dat ze nog even een paar uur op bed te blijven. Nix Assia strooit overal poeder op (meel of poedersuiker). Hildebrandt wil best in de keuken werken, maar niet alleen; hij staat er samen met Aernout. Ogterop komt binnen of ze even naar de raadszaal komen. Aernout wil direct naar de raadszaal, dus Hildebrandt wil mee, hij draait zich om en ziet in het meel "help" geschreven staan. Dan komt de koningin bij de kinderen voorbij en vraagt waar iedereen is, in de troonzaal, maar dan komt een van de kinderen die zegt dat de koning nog twee uur in bed blijft. Assia is verheugd, de geest is in haar kamer en ze moedigt de geest aan om haar boodschap duidelijk te maken, op papier of in de wasem op het glas, maar het lukt niet. Ze zegt dat de geest moet rusten. Ze zet thee, zodat het voor de geest makkelijker wordt om te praten. Ondertussen bedenkt Aernout om de geest op te roepen, zijn grootmoeder deed dat ook. Het idee wordt lachwekkend gevonden, maar toch geprobeerd. De kinderen luisteren de troonzaal af en Assia heeft de thee bijna klaar. Dan vangen de kinderen de koningin, en die verandert in Guurt. Assia moet zingen bij het maken van de thee en van de damp. Alles is nodig om te zorgen dat de geest in de schoorsteen terechtkomt, want dat is de enige plek waar je een geest kunt horen klagen. Maar Assia moet wel zingen, ze moet wel in stilte zingen anders gaat het mis. Dan horen ze geluid uit de schoorsteen, Tor roept: "het is Madelein!", maar ze zijn niet stil genoeg, Assia kan dus niet zingen in haar hoofd. Assia is beledigd en kwaad, ze dreigt te vertrekken, maar na een hoop verontschuldigingen legt ze uit wat er is gebeurd. De wind die jaagt en omdat het lied niet is afgemaakt heeft de wind haar, zij waait met de wind, zij is ijl en zwak, sommige dingen kon ze daardoor wel en andere dingen niet. Maar hoe moet ze nu weer gewoon worden, Geerte kan dat. Het theehuis van Geerte, de trol van Toer. Maar Ogterop, Tor en de koningin raken in paniek, het is de tante van Guurt. Guurt is geboeid en wordt bewaakt door Hildebrandt en Aernout, maar Aernout gaat wat warms aan trekken voor als ze zo dadelijk op kamerbreed zitten. Hildebrandt, die eerst nog met hem mee wil lopen, moet blijven staan van Aernout: "Neem je ook wat voor mij mee?" Terwijl zowel Hildebrandt als Aernout niet naar Guurt kijkt, heeft deze de tijd om zich in de veel magere Aernout te veranderen, zodat de kettingen los komen te zitten en Guurt kan ontsnappen: hij vliegt weg op kamerbreed (lied: 69). |                         | |                   |  |
| 20 | Het Theehuis Van Geerte | 70. Trollentrappel 71. Gejaagd door de wind | 13 april 1974     |  |
| Trollen brouwen thee en een heks heeft krachten ergens in, een toverstof of in haar vingertoppen, en de tante van Guurt is een trol. Assia bestuurt de pompoen. Ze volgen kamerbreed niet meer; ze vallen omhoog. Aernout vindt het niets, hij kan er niet tegen. Iedereen is aan het vragen aan Assia waarom ze dit nu doet, zo is Guurt eerder bij Geerte. De pompoen is nu omgeven door wit, ze zijn in de wolken, nou Aernout niet. De Hamelaars vragen dingen, maar Assia geeft geen antwoord, als de mond vol is zingt het hoofd niet. Ze zijn allemaal bang dat Guurt zo ontsnapt. Dan stopt de pompoen. Assia is klaar, Assia is geduldig aan het wachten, de andere vragen zich af wat ze hier doen, en dan verschijnt iemand aan het raam "Is er pap? Ik geen geschenken voor pap", zegt de figuur. Guurt is inmiddels bij zijn tante terechtgekomen en probeert haar te waarschuwen dat ze samen met hem naar Grasp moet vluchten. Maar hoe hij het ook probeert, het lukt niet, want Mutte komt, maar Guurt klets zijn mond voorbij dat ze Geerte komen halen én haar thee. Hij zegt dat het Assia was die het geraden heeft. Geerte heeft het niet zo op Assia, want ze komt nooit buurten. Guurt zegt dat Madelein waait, alleen Mutte weet waar, maar Geerte wil het weten. Ze wil de visite de verhalen van Guurt vertellen, maar Geerte jaagt Guurt weg, want Geerte is groot. De luchtgeest Lier lust pap en gruwel, hij was het die aan het raam verscheen. Ze hebben alleen geen pap of gruwel, maar hij wil toch wel helpen, te zoeken naar een waai, waar vinden ze haar? Na een rijmpje weten de vrienden nog niets, Ze is waar het niet waait: in Iewie, want daar waait het niet. Geerte doet vanavond haar examen en Mutte komt die avond om haar tien theeën te testen, en als dat lukt wordt ze bevorderd. Dat komt mooi uit, want ze wil heel graag op de oppertroon, maar twijfel is er, komt Mutte wel? Volgens Assia is Mutte de baas en oud, dus wijs. Lier wil weg omdat er geen pap is, maar er wordt hem pap beloofd. Lier zal blazen met alle winden, zijn vrienden, om zo Madelein daarheen te jagen. Assia zegt dat ze Madelein naar Mutte moeten blazen. Het blijkt dat Mutte een Nix is, Assia's oudste zuster. Mutte is onderweg naar Geerte, samen met een andere trol (tarmij?), maar ze worden door Assia en prins Tor bewusteloos geslagen. De trollentrappel wordt toch gedanst zonder Mutte (lied: 70). Lidwientje en Assia komen vermomd als Mutte en de andere trol (tarmij?) binnen bij Geerte. Lier roept alle winden op om snel een waai op te jagen naar Mutte. Mutte ontfutselt Geerte de thee die van een waai weer een jurk maakt, maar ook die van een jurk een waai maakt. De kinderen hebben kamerbreed gevonden, Guurt is dus in de buurt! Bertram en prins Tor gaan Guurt zoeken. Ondertussen moeten de kinderen op Hildebrandt en Aernout passen. Guurt zoekt zijn kamerbreed en vindt alleen prins Tor die samen een gevecht beginnen. Bertram slaat Guurt bewusteloos, want anders duurt het te lang. Lidwientje (als Mutte) vraagt ook de thee die van een jurk die waai maakt onder gemopper van Geerte, dan klinkt van Lidwientje "Nix Assia!" – een schok, het masker van "Mutte" gaat af, en Assia en Geerte kijken elkaar in de ogen. Guurt wordt vastgebonden en dan klinkt er "Bertram!" van Lidwientje. Bertram en prins Tor schieten het huis van Geerte binnen en vinden Lidwientje en Assia en een hoop jurken, alle trollen zijn verwaait. Iedereen weer in de pompoen en de thee die van een waai weer Madelein maakt. Luchtgeest Lier waarschuwt iedereen voor de slechte geesten en dat ze iets harder moeten waaien en Hildebrandt roept nog dat er pap voor hem is (lied: 71). |                         | |                   |  |
| 21 | De Liefde Van Lier      | 72. Wat eten wij vandaag? 73. Waar waai je heen? 74. Er gaat helemaal niets boven jou, Lidwientje Walg 75. Er is een lied dat komt en dat gaat                               | 11 mei 1974       |  |
| In Iewie is Mutte de baas, en daar wordt Madelein nu heen geblazen (lied: 73). In Iewie is het ineens niet windstil meer, maar waait het. Mutte raakt een beetje in paniek en nu wordt er ook nog geklopt op de deur. Dan hoort ze Assia en doet ze de deur open. Madelein is inmiddels in de tuin van Mutte geblazen. De thee is bijna klaar en Lier wordt geroepen. Een van de winden is wind Holle, die vertelt dat ze van Bertram houdt, ze wil hem hebben. Er moeten nog een paar kruiden in de thee dus gaan Lidwientje en Bertram in de tuin op zoek, maar dan komt Bertram nachtwind Holle tegen. Ze staan onder de maretak. Ze was op Bertram aan het wachten, nu is ze van hem omdat ze samen onder de vogellijm staan. De thee is klaar en nu brengt Lier ze naar de waai Madelein. De thee wordt over Madelein gesprenkeld en daar is Madelein. Alleen Madelein is niet blij, ze heeft gezien dat Bertram samen met nachtwind Holle onder de misteltak stonden. Bertram zal nu van de wind moeten leven en af en toe pap krijgen. Hij is nu in het huis in de wolken van Holle, maar Bertram wil naar Lidwientje ondanks de mooie praat van nachtwind Holle. Lidwientje is in tranen en ze is kwaad. Lier zucht, hij is droevig: Lier heeft Holle lief. Barend heeft een idee, als Lier nu samen met Holle onder de maretak gaat staan? De enige moeilijkheid is dat Lidwientje ook moet meewerken. Luchtgeest Lier is nu naar Bertram (lied: 74) en Lier vertelt over de list: Bertram moet een gunst vragen van Holle. Prins Tor vertelt Lidwientje over de list, maar ze protesteert. Hildebrandt en Tor proberen haar over te halen, dat ze het snapt, ze wil wel meewerken, maar enkel onder protest. Holle wil best een doek van Lidwientje gaan halen. Lidwientje staat onder de maretak, Holle komt in de tuin en Assia stuurt Holle naar Lidwientje om haar de doek te halen. Holle ziet Lidwientje en vraagt of hij een denkdoek mag hebben. Lidwientje zegt: "Kom het halen Holle". Op het moment dat Holle dichterbij komt verruilen Lidwientje en Lier van plaats, dan is Holle van Lier, want ze staan onder de vogellijm. Holle is verbaasd en Bertram is vrij, eind goed al goed (lied: 75). |                         | |                   |  |

### Seizoen 4
Vanaf aflevering 25 had Harrie Geelen de beschikking over een nieuw type videorecorder, waarmee hij in kleur opnam zonder onderbrekingen. Desalniettemin ontbreken de delen 30, 32, 33 en 36. 
| Nr. | Titel                        | Liedjes                                                                                            | Uitzenddatum     |  |
| --- | ---------------------------- | -------------------------------------------------------------------------------------------------- | ---------------- |  |
| 22  | Een Toeziend Oog             | Dikke domme pad; Driemaal om de tafel; De bovenste beste begane grond; Alternatieve (eind)tune (1) | 11 januari 1975  |  |
| 23  | Zout Op Een Fee              | Schrik op schrik; Nacht en ontij                                                                   | 18 januari 1975  |  |
| 24  | Feest In Het Moeras          | Als ze ooit zouden vragen (Aernout Koffij); Alternatieve (eind)tune (2)                            | 25 januari 1975  |  |
| 25  | De Grot Van Ardubal          | Kruiwagen; Grote grutten, wat een grote grot is dat; Driemaal om de tafel (2); Bonnefooi           | 1 februari 1975  |  |
| 26  | Het Teken Van Niff           | Hamelen 5 mijl; Tijd vliegt                                                                        | 8 februari 1975  |  |
| 27  | De Plomp Van Tromp           | Schipper, mag ik met je mee?                                                                       | 15 februari 1975 |  |
| 28  | De Poedelpoel                | De Poedelpoel                                                                                      | 22 februari 1975 |  |
| 29  | Het Heen En Het Weer         | Ik ben een edelman; Uren des gevaars                                                               | 1 maart 1975     |  |
| 30  | Joringel Van Jor             | Liefje liefje lach                                                                                 | 8 maart 1975     |  |
| 31  | Een Vreemde Vogel            | Het zit 'm in de eer; Bamberger Bam (2); Minnestreel met wapperig haar                             | 15 maart 1975    |  |
| 32  | De Krimpspreuk Van Lorre Lei | Kuitbroekwals; Ik ben ongelukkig verliefd                                                          | 29 maart 1975    |  |
| 33  | Jul En Jut                   | Adel verplicht; Ik ben een pop in een poppenpaleis                                                 | 5 april 1975     |  |
| 34  | Een Luchtkasteel             | Luchtkasteel; Kom naar de kermis; Ik ben niet mooi geboren                                         | 12 april 1975    |  |
| 35  | De Kouwe Kermis              | Kom naar de kermis (2); Ranonkel en Augustijn                                                      | 19 april 1975    |  |
| 36  | Het Hoofd Van Jut            | Alternatieve (eind)tune (3)                                                                        | 26 april 1975    |  |
| 37  | De Gaten Van War             | Hertogin op de draaimolen; Een windmolen draait als de wind waait; Kijk hoe mijn hoed              | 3 mei 1975       |  |
| 38  | Onder Een Hoedje             | De dag dat ik Klein Duimpje was; Alternatieve (eind)tune (4)                                       | 10 mei 1975      |  |
| 39  | De Steen Der Dommen          | Honger; Modder alleen; Het geluk is gek; Het geluk is gek (orig. cast)                             | 17 mei 1975      |  |

### Seizoen 5
Dit is het enige seizoen waarvan de originele banden niet zijn gewist. 
| Nr. | Titel                   | Liedjes                                                                             | Uitzenddatum     |  |
| --- | ----------------------- | ----------------------------------------------------------------------------------- | ---------------- |  |
| 40  | De Zoon Van Zwankezwaan | Houten hart; Aan wakker liggen heb je niets; Ik ben een heel klein beetje moe       | 22 november 1975 |  |
| 41  | De Gast Van Wamp        | Kaatje, Kaatje, Kaatje; Sprookjes zijn de wereld nog niet uit; Inpakken en wegwezen | 27 december 1975 |  |
| 42  | Wenzela De IJsheks      | Laat me weer door je heengaan, berg; Goed nieuws; Welkom, vlieg waar ik wijs        | 31 januari 1976  |  |
| 43  | Het IJspaleis           | Langzaam komt de tijd; Pak me dan; De meneer van het Hooggerechtshof                | 6 maart 1976     |  |
| 44  | Poeder Van Poo          | Kind uit een boek; Als ik kon tekenen                                               | 10 april 1976    |  |
| 45  | Het Zwaard Van Golf     | Verder van huis ben ik nooit geweest; Varkens van het feest                         | 15 mei 1976      |  |